# 李位東
李位東，河南河內人，清朝政治人物。拔貢出身。
乾隆五十六年，接替王鎮。擔任江蘇宜興縣知縣以候補知縣攝任。后由阮升基接任。